# Nihoa kaindi
Nihoa kaindi is een spinnensoort uit de familie Barychelidae. De soort komt voor in Nieuw-Guinea.